# ماري لينا فولك
ماري لينا فولك (بالإنجليزية: Mary Lena Faulk)‏ هي لاعبة غولف أمريكية، ولدت في 15 أبريل 1926 في تشيبلي في الولايات المتحدة، وتوفيت في 3 أغسطس 1995 في دلراي بيتش في الولايات المتحدة.